# Перший київський водопровід
Перший київський водогін — перша  в історії міста Києва система гідротехнічних об'єктів для водопостачання населення.

## Історія
Точна дата появи першого водогону в Києві не відома. Вважається, що ще за часів Київської Русі воду з джерел на київських горах самоплином подавали дерев'яними жолобами-риштаками до басейну на Подолі.
У літературних джерелах київський водогін уперше згадується на початку 17 ст.. У той час вода була підведена з київських гір до самого домініканського монастиря на Притисько-Микільській вулиці. Незабаром після цього (в 1636 році) Братський монастир теж спорудив водогін.
Одним із об'єктів тогочасного київського водогону став фонтан на теперішній Контрактовій площі, відомий з 1749 року як «Самсон».

### Перший централізований водопровід
У києвознавчій та довідковій літературі під першим київським водопроводом часто мають на увазі систему централізованого водопостачання мешканців та підприємств Києва, споруджену (1-ша черга) в 1870-х роках з ініціативи тодішнього міського голови Степана Сольського.
До початку ХХІ ст. збереглася низка об'єктів цього водогону:
- машинна станція та ін. (Набережне шосе, 2-8), 1872-1892 рр.
- фільтрувальна станція «Володимирська гірка», відома також як «Палестинський фільтр» (Володимирський узвіз, 1), 1887 р., найстаріша діюча споруда Київського водогону
- дерев'яний житловий будинок робітників водопроводу та мурована будівля складу (Володимирський узвіз, 4-6)
- водонапірна башта у Хрещатому парку (1876, архітектор Олександр Шиле) з підземним резервуаром чистої води (споруджено 1909); нині тут, а також у сусідній башті, відбудованій за креслениками О. Шиле, працює Київський водно-інформаційний центр (Музей води)

## Руйнування об'єктів першого водопроводу
У 2007 році ансамбль споруд першого Київського централізованого водопроводу на Набережному шосе, 2-8, було поставлено на облік як пам'ятки науки і техніки. У 2009 ділянку було продано приватним інвесторам, того ж року одна з дерев'яних будівель згоріла, інші зазнавали неодноразових підпалів. Уночі проти 7 січня 2010 року комплекс пам'яток було зруйновано  заради спорудження двох семиповерхових  готельних корпусів (проєкт не було реалізовано) у зсувонебезпечній охоронній зоні ландшафтного парку «Дніпровські схили». .